# Marmorbrücke (Splügen)
Die Marmorbrücke ist eine Strassenbrücke am Splügenpass oberhalb von Splügen im Rheinwald im Schweizer Kanton Graubünden. Sie gilt als eines der klassischsten Strassenbauwerke Graubündens.

## Geschichte

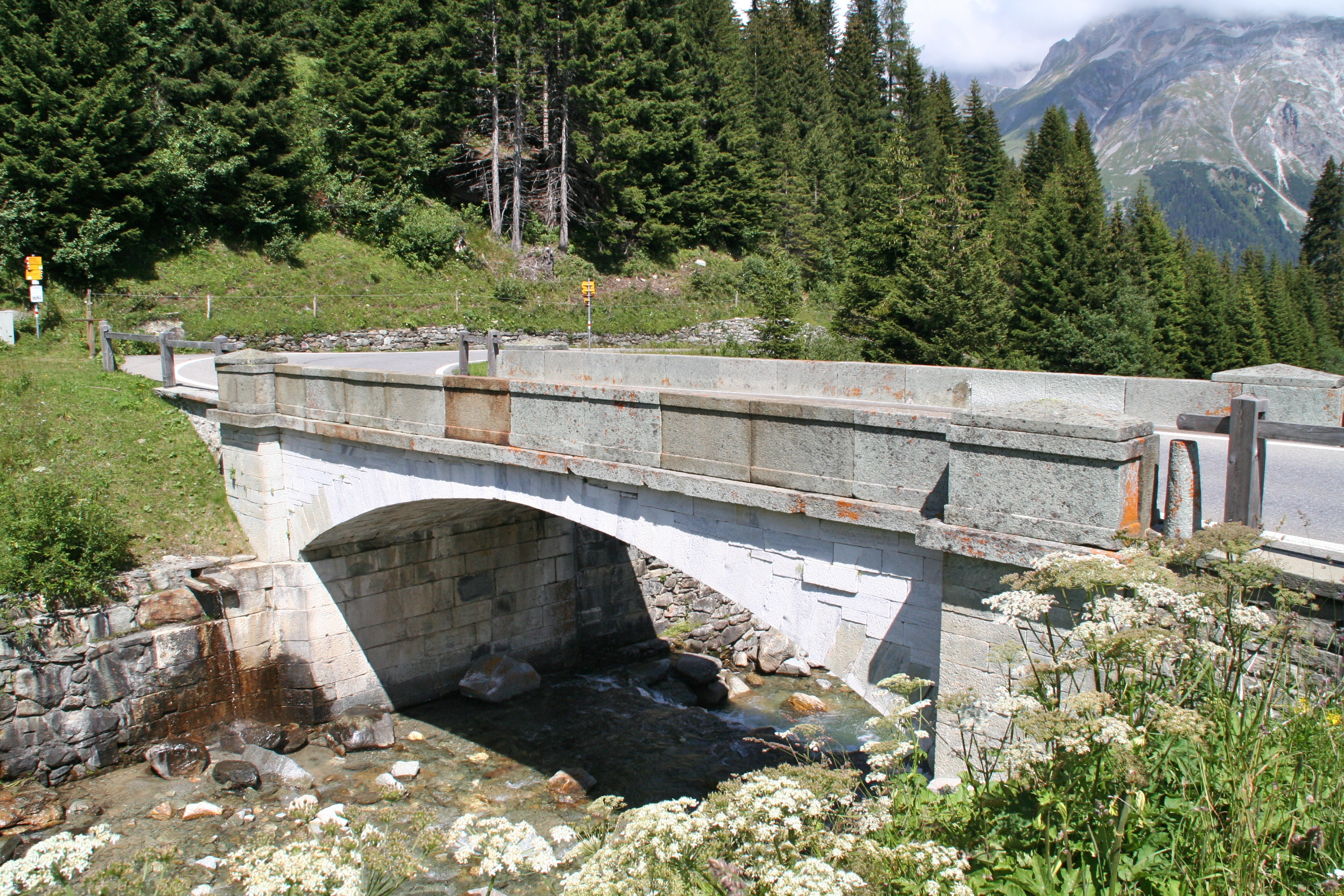
Südseite

Die Kommerzialstrasse über den Splügenpass wurde 1823 fertiggestellt. Zuerst führte die Strasse von Splügen in direkter Linie auf der rechten Seite des Hüscherabachs durch das Tobel aufwärts entlang nach Süden. 1834 zerstörten heftige Unwetter zahlreiche Brücken, Strassen und Wege in der ganzen Region. In der Folge wurde die Streckenführung der Strasse nach Westen verlegt und in Serpentinen den steilen Abhang hinaufgeführt, fernab des gefährlichen Baches.
In diesem Zusammenhang wurde als repräsentatives Bauwerk mit finanzieller Hilfe der Stadt Zürich auch die Marmorbrücke über den Hüscherabach gebaut. Das flache Brückengewölbe wurde aus weissem Marmor erstellt, der aus einem Steinbruch etwas weiter talaufwärts in der Nähe gewonnen wurde (▼). Der Splügner Marmor fand auch beim Bau des Mailänder Doms Verwendung und wurde als Strassenschotter im Rheinwald gebraucht.
Auf der Ostseite der Marmorbrücke traf die neue Strasse mit der alten zusammen, deren Trassee, soweit es nicht abgerutscht ist, im Gelände immer noch erkennbar ist. Die seitlichen Abschrankungen bestehen aus Granit. Die Marmorbrücke ist 15 Meter lang, die Fahrbahnbreite beträgt 5 Meter.
Das genutzte kleine Marmorvorkommen gehört zu mesozoischen Einlagerungen in der Penninischen Region des südlichen Graubünden. An der Alp Rhäzüns wurde in geringen Mengen ein heller Marmor abgebaut, der jedoch überwiegend für Bruchsteine und Schotter Verwendung fand.